# 唐勇 (中将)
唐勇（1967年—），男。中共政治人物、軍事人物，中将军衔。
1992年调入南京军区军事法院工作，曾任南京军区军事法院第一审判庭庭长，南京军区军事法院副院长。2006年5月被评为“全国法制宣传教育先进个人”，受到中宣部和司法部的联合表彰。2009年國慶閱兵，是武警雪豹突击队方隊領隊。2010年任南京军区军事法院院长，2015年调总政治部纪委工作。2016年5月任中央军委纪委派驻北部战区纪检组长，大约2017年晋升少将。2019年12月任中央军委政法委员会专职副书记。2023年3月任武警部队副政委，晋升武警中将警衔 。同年12月任中央军委纪律检查委员会副书记，改授中将军衔。
中国共产党第二十次全国代表大会代表，中国人民政治协商会议第十四届全国委员会委员（特别邀请人士）。2025年3月，被撤銷全國政協委員資格。